# لخته‌داران
لخته‌داران (نام علمی: Lobata) نام یک راسته از شاخه شانه‌داران است.